# Линден (Пфальц)
Линден (нем. Linden) — община в Германии, в земле Рейнланд-Пфальц.
Входит в состав района Кайзерслаутерн. Подчиняется управлению Кайзерслаутерн-Зюд. Население составляет 1161 человек (на 31 декабря 2010 года). Занимает площадь 5,10 км².